# Марсианский метеорит

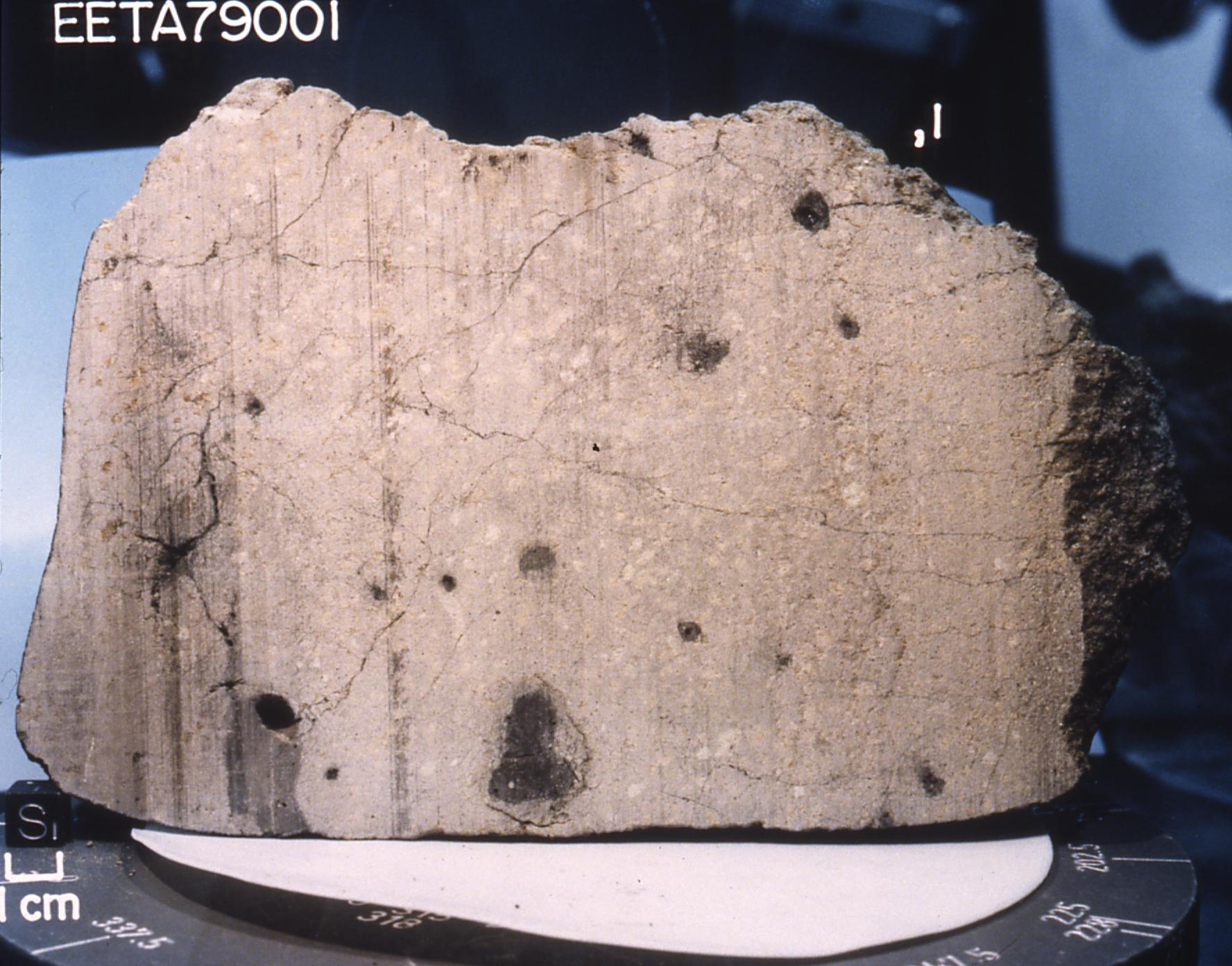
Марсианский метеорит EETA79001

Марсианские метеориты — фрагменты планеты Марс, выбитые из неё в результате ударов других космических тел и попавшие на Землю как метеориты. Марсианское происхождение метеоритов устанавливается посредством сравнения изотопного состава газа, содержащегося в метеоритах в микроскопических количествах, с данными анализов марсианской атмосферы, полученными аппаратами «Викинг». Кроме того, в минералах метеорита содержится значительное количество воды. На 2020 год надёжно идентифицировано 266 марсианских метеоритов из числа всех найденных на Земле. 

## Происхождение марсианских метеоритов

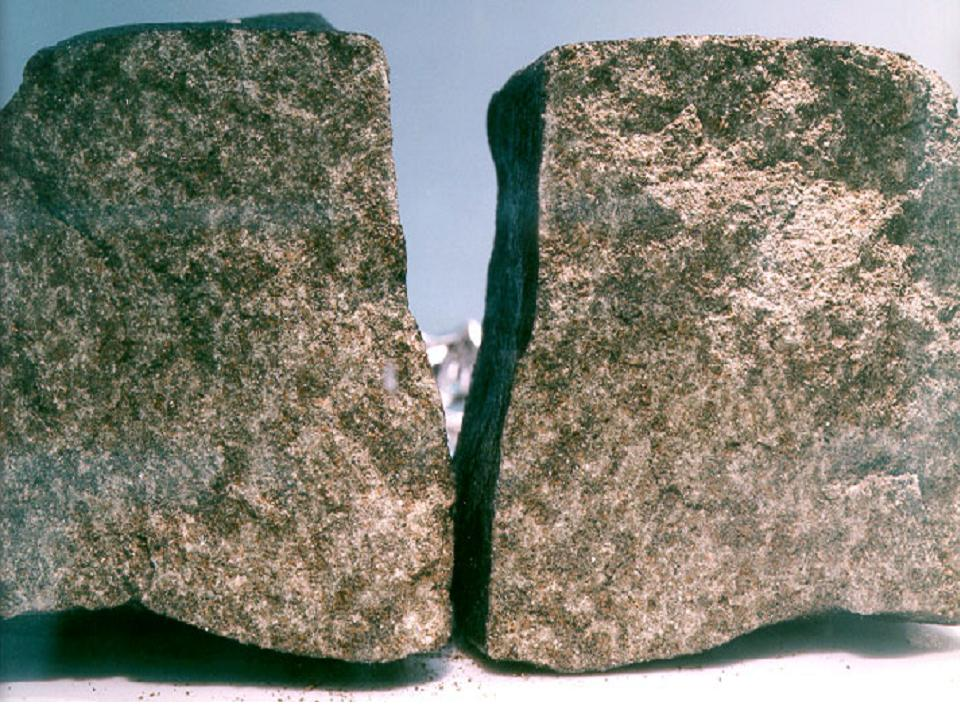
Метеорит Нахла

Первый марсианский метеорит, получивший название Нахла, был найден в египетской пустыне в 1911 году. Его метеоритное происхождение и принадлежность к Марсу определили гораздо позднее. Определили и его возраст — 1,3 млрд лет.
Эти камни оказались в космосе после падения на Марс крупных астероидов или при мощных вулканических извержениях. Сила взрыва была такова, что выброшенные куски породы приобрели скорость, достаточную для того, чтобы преодолеть тяготение Марса и даже покинуть околомарсианскую орбиту (5 км/с). Таким образом, некоторые из них попали в поле притяжения Земли и упали на её поверхность в виде метеоритов. В настоящее время на Землю попадает до 0,5 тонны марсианского материала в год. Наиболее крупным из найденных является обнаруженный в 1962 году в Нигерии метеорит Загами массой 18 кг.
Марсианские называют также SNC-метеоритами — по имени метеоритов Shergotty, Nakhla, Chassigny. По этим метеоритам дали название и соответствующим подгруппам: шерготтиты, нахлиты, шассиньиты. Для каждой из подгрупп характерны свои типы пород и составы.
Метеориты NWA 7034 и ALH 84001, также как и другие марсианские метеориты, имеют разное соотношение изотопов D/H (дейтерий/водород). Возможно, мантия и кора Марса сформировались из двух разных протопланетных тел.

## Метеоритные свидетельства жизни на Марсе

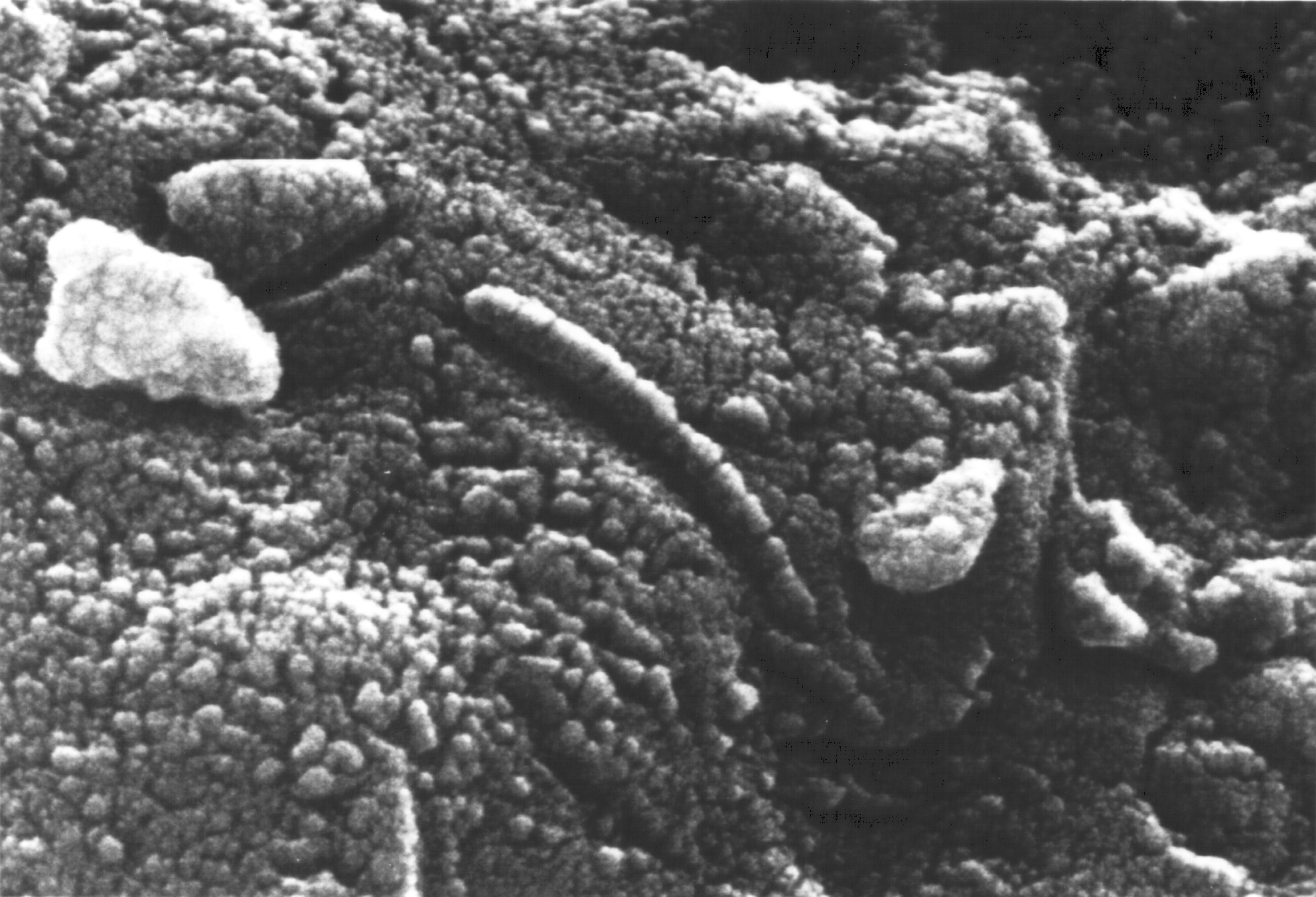
Фотография метеорита ALH 84001 с большим увеличением. Интерес учёных вызвал фрагмент, напоминающий бактерию (продолговатый объект в центре)

В августе 1996 года в журнале Science была опубликована статья об исследовании метеорита ALH 84001, найденного в Антарктиде в 1984 году. Изотопное датирование показало, что порода сформировалась 4,0—4,5 млрд лет назад, а 15 млн лет назад материал был выброшен в межпланетное пространство. 13 000 лет назад метеорит упал на Землю. Изучая его с помощью электронного микроскопа, учёные обнаружили микроскопические окаменелости, напоминающие бактериальные колонии, состоящие из отдельных частей размером примерно 100 нм. Также были найдены следы веществ, образующихся при разложении микроорганизмов. Работа была неоднозначно встречена научным сообществом. Критики отметили, что размеры найденных образований в 100—1000 раз меньше типичных земных бактерий и их объём слишком мал для размещения в нём молекул ДНК и РНК. В ходе дальнейших исследований в образцах были обнаружены следы земных биозагрязнений. В целом аргументы в пользу того, что образования являются окаменелостями бактерий, выглядят недостаточно убедительными. В 2022 году учёные пришли к выводу, что происхождение вкраплений органики в метеорите ALH 84001 имеет абиогенный характер и произошло в результате геологических процессов — реакций серпентинизации и карбонизации.
В 2013 году при исследовании метеорита MIL 090030 учёные установили, что содержание остатков солей борной кислоты, необходимой для стабилизации рибозы, в нём примерно в 10 раз превышает его содержание в остальных ранее исследованных метеоритах.